# Valerio del Bierzo
Valerio del Bierzo (in latino Valerius Berdigensis; Astorga, 630 – San Pedro de Montes, 695) è stato uno scrittore e asceta spagnolo della seconda metà del VII secolo.

## Biografia
Nessuna delle fonti contemporanee ci fornisce informazioni circa la vita e le opere di Valerio del Bierzo. La menzione più antica è quella di Benedetto d'Aniane (morto nell'821), che include i suoi Dicta sancti Valerii de genere monachorum nella Concordia Regularum. I pochi indizi vengono forniti da Valerio stesso nelle sue opere autobiografiche.
Nacque, secondo la propria confessione, nella regione di Astorga nel 630.

### La permanenza nel monastero di Compludo
Arrivò al monastero di Compludo (primo delle fondazioni di Fruttuoso di Braga a Léon) attorno al 651. Dopo essersi dedicato alle discipline mondane, come lui stesso le definisce, si avvicinò alla vita religiosa. Rimase all'interno del monastero per circa un anno, come esigeva la regola fruttosiana. Una volta completato questo periodo, Valerio ricevette la benedizione e la possibilità di essere affiancato da un insegnante, il decano Maximo, copista di manoscritti.

### La vita eremitica
Dopo un tempo di permanenza al monastero di Compludo, Valerio decise di abbandonare la vita monacale per dedicarsi a quella eremitica. Si diresse, allora, verso la parte alta di un monte tra la città di Astorga e i confini di Castro Petrense, al lato di una basilica dedicata a San Félix, donando completamente sé stesso alla disciplina ascetica e all'insegnamento. Durante questo periodo conobbe il suo discepolo Giovanni. In quel luogo, subì le ostilità di un prete, Flayno, che assoldò dei ladri per derubare e picchiare Valerio, motivo per cui fu costretto ad abbandonare la vita solitaria che aveva costruito in quel luogo per circa due anni.

### Ebronanto
Grazie all'aiuto di alcuni fedeli cristiani, Valerio si ritirò in un luogo chiamato Ebronanto, intorno al 653, di proprietà di un certo Ricimiro, appartenente alla nobiltà ispano-visigota; dove recluse sé stesso in una cella vicino alla chiesa. Dopo poco, Ricimiro decise di distruggere la cella e la chiesa, con l'intenzione di erigere una nuova basilica e ordinare Valerio sacerdote di questa stessa. Purtroppo, la morte improvvisa del nobile pose fine al progetto e alla fortuna dell'intera casata. I successori diedero la nomina di sacerdote del luogo ad un certo Giusto che era a conoscenza dell'opposizione di Valerio a tale ordinazione. La tesa situazione portò l'eremita ad abbandonare Ebronanto, attorno al 673, e spostarsi nuovamente. 

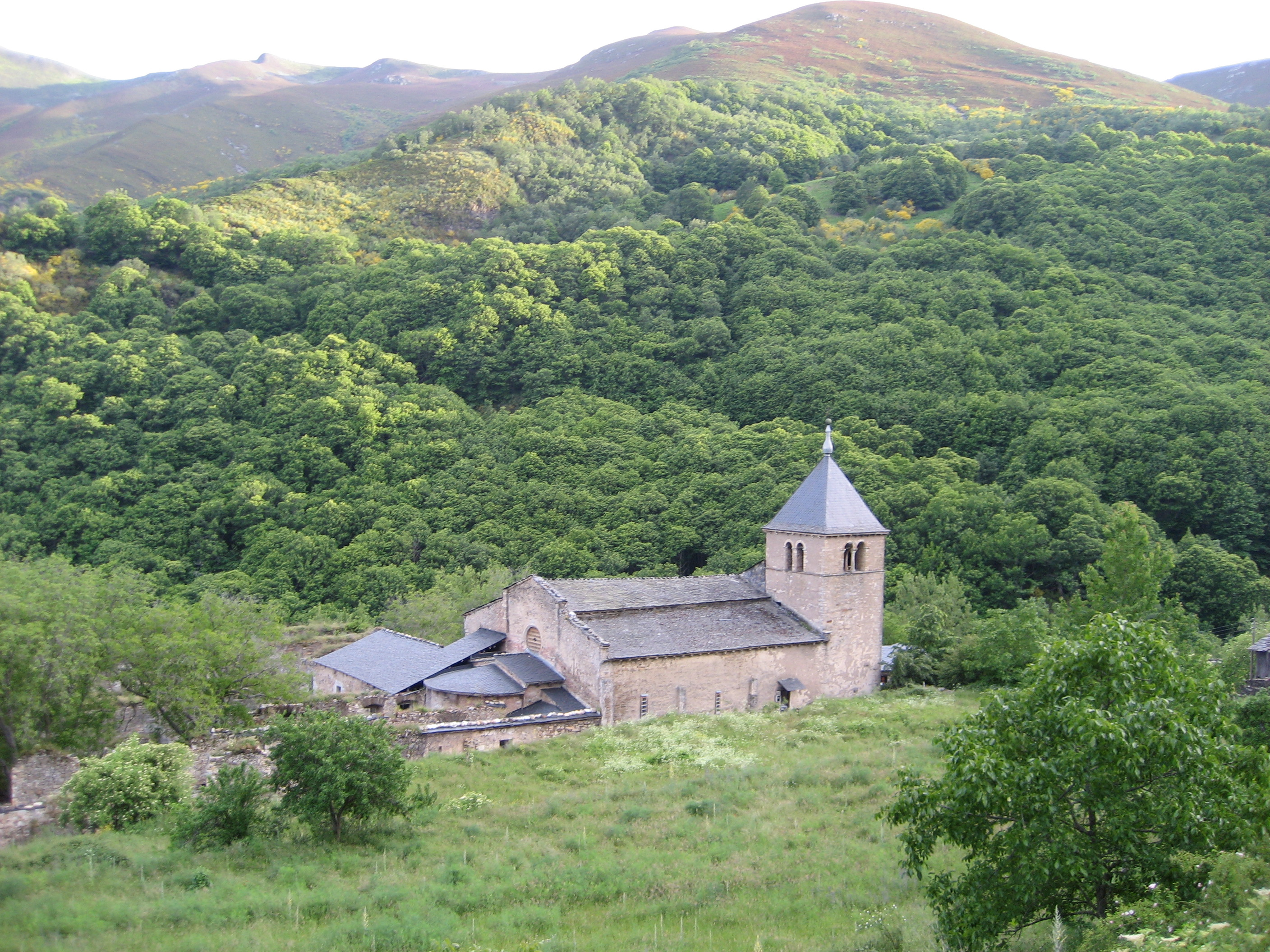
Monastero di San Pedro De Montes

### San Pedro de Montes
Si rifugiò presso il monastero rufianense (San Pedro de Montes), fondato da Fruttuoso, soggiornando nella stessa cella occupata precedentemente dal santo, dedicandosi all'insegnamento. Tale pratica fu bene accolta dai giovani del luogo che lo ripagarono con donazioni, ma vide l'opposizione dei religiosi, che gli resero la vita piena di ostacoli e pericoli. Nello stesso periodo, il vescovo di Astorga, Isidoro, cercò di allontanarlo portandolo con sé a Toledo, probabilmente per partecipare al XII concilio. Ma, anche in questo caso, sfortunatamente, il vescovo morì prima della partenza.

### Ultimi anni della sua vita
Valerio ottenne finalmente la pace desiderata grazie all'appoggio episcopale, a quello regio e, in particolar modo, grazie all'arrivo di suo nipote Giovanni, accompagnato dal servo Evagrio. Insieme lavoravano per far fiorire un meraviglioso giardino intorno alle celle del monastero di San Pedro. Questi ultimi eventi e questo ultimo luogo chiudono i quarantadue anni di vita eremitica di Valerio, la cui morte avvenne nel 695.

## Opere
Il corpus di Valerio del Bierzo comprende opere di carattere autobiografico, opere di argomento agiografico (come la Vita dei Santi), trattati sulle regole di condotta monastica, visioni mistiche e opere poetiche. 

### Scritti "autobiografici"
Gli scritti di carattere "autobiografico" sono tre: 
- Ordo querimoniae
- Replicatio sermonum a prima conversione
- Quod de superioribus quaerimoniis residuum sequitur

Le narrazioni trattato argomenti diversi ma è necessario che siano lette in maniera complementare per poter ricostruire le vicende della vita dell'eremita. Scritti in prima persona, ci forniscono una serie di informazioni sulla persona, sugli spostamenti, sul pensiero di Valerio del Bierzo. Purtroppo, è difficile attraverso queste stabilire la cronologia esatta degli eventi, in quanto vengono trattati soltanto per fasi e non per durata. Il primo scritto (Ordo) fu prodotto per descrivere il combattimento personale contro gli ostacoli interposti dal diavolo e dai suoi seguaci. Nel secondo e nel terzo racconto (Replicatio e Residuum), l'autore difende se stesso, attraverso varie argomentazioni, dalle accuse rivolte dai monaci. 

### Corpus poetico
Di Valerio si ha un corpus poetico formato da otto componimenti di natura poetica, la maggior parte dei quali porta il titolo di Epitameron. Si tratta di testi acrostici e per la maggior parte telestici. Questi sono: 
- Epitameron de libri huius exordio.
- Epitameron consummationis libri huius: che chiude la compilazione di carattere agiografico.
- Epitameron propriae necessitudinis: scritto a compendio e riassunto delle sue disgrazie e della sua autobiografia.
- Epitameron proprium praefati discriminis.
- Epitameron de quibusdam admonitionibus vel rogationibus: che troviamo in testa alla compilazione agiografica. All'interno del poema tutti i versi sono formati, per quanto possibile, da quattro parole, che hanno stessa iniziale di quella che da inizio al verso[4].
- Epitameron propriae orationis.
- Conversio deprecationis ad sanctos apostolos: dove tutti i versi iniziano con la lettera P (probabilmente esiste una relazione con Pietro e Paolo che vengono nominati al verso 2)[5].
- Caput oposculorum quinquagenis numeris psalmorum: opera di carattere didattico e parenetico, è un poema di sei versi attraverso cui l'autore invita a leggere il salterio. Posta ad introduzione di un'opera scolastica composta da versetti ordinati dei primi 33 salmi, vale a dire il De primo quinquageno numero psalmorum.

### Scritti ascetico-morali e scritti dogmatici
De vana saeculi sapientia è un breve trattato parenetico che riassume la storia della salvezza dall'inizio dei tempi, la Creazione, alla fine, il Giudizio Universale. È un resoconto dei più significativi eventi della storia sacra e della storia della chiesa, sottolineando, in particolar modo, le diverse esperienze evangeliche dei primi secoli e come le penitenze e le rinunce siano state fonti di grandi ricompense alla fine dei tempi. Troviamo, infatti, tantissimi esempi di martiri, eremiti, anacoreti, cenobiti di cui Valerio invita a seguire l'esempio. Quest'opera ci fornisce, inoltre, la concezione storica dell'autore. La storia, per Valerio, appartiene a Dio ed ha una sua linearità, ha un principio e una fine, divisa in due dall0incarnazione di Cristo. 

### Scritti ascetico-agiografici
L'opera agiografica è stata elaborata intorno al 680 ed include circa cinquanta testi a finalità ascetiche ed educative. Troviamo numerose vite (Vita Pauli, Vita Ioannis, Vita Antonii, Vita Hilarionis, Vita Germani, Vita Augustini, Vita Paulini, Vita MAlci, Vita Frontonis, Vita Fructuosi, Vita Simeonis, Vita Pelagie, Vita Antiochii) alcune scritte da Valerio stesso altre recuperate dalle Vitae Patrum. La raccolta comprende anche due Epitamera, uno iniziale ed uno finale, che ne illustrano gli obiettivi, una lettera (Epistula Egeriae), tre visionie alcuni trattati. 

#### Epistula Egeriae
L'Epistula de beatissimae Echeriae laude conscripta fratrum Bergidensium monachorum a Valerio conlata, composta per i monaci del Bierzo, mette in primo piano la figura di una monaca pellegrina, Egeria, devotissima alla fede e alle sacre scritture, che scrisse una lettera per le sue "sorelle" in cui raccontava del viaggio in Terra Santa. Probabilmente, Valerio venne a conoscenza della sua storia attraverso la lettura di un manoscritto spagnolo che conteneva il diario di viaggio di Egeria.

#### Dicta ad Beatum Donadeum scripta
Dicta ad Beatum Donadeum scripta furono indirizzati al superiore del monastero di Compludo e contengono tre visioni. Valerio dice di aver appreso l'accaduto direttamente dalle parole dei protagonisti: Massimo, Bonello e Baldario; la cui esperienza oltremondana prende avvio in seguito a malattie che portano i soggetti vicino alla morte corporea. Massimo racconta di essere stato preso da un angelo di luce e condotto in un luogo paradisiaco, bellissimo, pieno di luce e di fiori di ogni genere. In mezzo scorreva un fiume contenente acqua di inebriante sapore. Dopo aver bevuto, si avvicinò a un abisso all'estremità della terra, orrendo e terribile, l'inferno, da cui uscivano nebbia, ululati, gemiti, pianti e un terribile fetore. Bonello (De Bonello Monaco) viene trasportato da un angelo in un luogo di felicità meraviglioso, dove era presente un palazzo ricoperto d'oro e di pietre preziose. La permanenza in quel luogo però lo fece annoiare per cui fu riportato nel suo corpo e poi rapito nuovamente questa volta da un angelo malvagio che lo scaraventò per ben tre volte nell'abisso infernale. Luogo in cui ardeva un fuoco immenso dal quale usciva un mare di pece calda e crudele. Oltre, ci dice Bonello attraverso le parole di Valerio, esisteva un pozzo ancora più profondo con pene più crudeli e dure. Baldario è il protagonista del de Celeste rivelatione, un ragazzo che lavorava come muratore presso San Fruttuoso. Alle prime luci dell'alba la sua anima fu accolta da tre colombe, una delle quali portava il vessillo della croce di Cristo, che lo condussero su un monte altissimo di grande bellezza, pieno di vegliardi vestiti di bianco. Infine, giunse al cospetto diretto del trono del Signore. 

#### De genere monachorum
Nel De genere monachorum, l'autore traccia un quadro del monachesimo del suo tempo, castigando i monaci che considera non buoni credenti, perché avvicinatisi alla religione cristiana senza alcuna vocazione, preoccupandosi più delle ricchezze del mondo che della vocazione spirituale. Si appella alla conoscenza dei superiori per far sì che possano rendere maggiormente responsabili tali monaci e alla descrizione dei mali e delle pene dei peccatori attraverso i quali incita alla penitenza. Infine, rimette ogni cosa al giudizio divino che premierà i buoni e giudicherà coloro che commettono crimini. 

#### De monachis perfectis
Il De monachis perfectis è un'opera di dubbia attribuzione perché tramandata soltanto da un manoscritto indipendente dagli altri. Affronta l'idea di un martirio che non deve essere visto solo come un avvicinarsi alla morte in maniera cruenta, ma come il quotidiano dominio del proprio corpo e del proprio spirito. Il cristiano non è soltanto un intermediario tra il mondo e Dio, ma è una persona che agisce e vive nella comunità. 

## Tradizione manoscritta
Elenco dei manoscritti a noi noti:
- T, Madrid, Biblioteca Nacional, 10007
- D, El Escorial, Biblioteca del Real Monasterio, a. II. 9
- E, Madrid, Biblioteca de la Real Academia de la Historia Aemil. 13
- M, Madrid, Biblioteca Nacional, 494
- W, El Escorial, Biblioteca del Real Monasterio, a. I. 13
- B/B¹, Madrid, Biblioteca Nacional, 822 + Paris, Bibliothèque National de France, n. a. lat. 2178
- L, Leon, Archivio-Biblioteca de San Isidoro, VII
- Y, New Haven, Yale University, Beinecke Rare Book and Manuscript Library, 625
- E¹, Madrid, Biblioteca de la Real Academia de la Historia, Aemil. 10
- A, Lisboa, Biblioteca Nacional, Alcobaça CCLXXXIII/454
- A¹, Lisboa, Biblioteca Nacional, Alcobaça XV/ 367
- Lo, London, British Museum, Add. 17357
- O, Salamanca, Biblioteca Universitaria, 2537
- Pa, Paris, Biblioteque Nationale de France, lat. 2730
- Q, Madrid, Biblioteca Nacional de España, Ms. 10092

Quasi tutti i manoscritti contenenti le opere di Valerio sono di origine spagnola o portoghese, risalenti ai secoli X e XIII. 
Il manoscritto più importante è quello siglato con la lettera T, risalente al 902, oggi poco leggibile e spesso corrotto (soprattutto nelle pagine iniziali), ma quasi del tutto completo delle opere dell'eremita. Troviamo gli scritti autobiografici, gli scritti agiografici, gli scritti ascetici (le visioni), due Epitamera in apertura e in chiusura (Epitameron de libri Huius exordio, Epitameron consummationis libri huius) e l'Epistola Egeriae. Probabilmente tramanda la forma più vicina a quella allestita da Valerio stesso intorno al 680 per i monaci del Bierzo. 
La raccolta agiografica è contenuta anche all'interno di M, L, Y, E¹, A, Lo (scoperto solo recentemente e poco studiato). 
Quello più simile a T, è il manoscritto C composto tra il X e il XIII secolo di cui rimangono soltanto tre copie, che presenta un testo più corretto rispetto al primo, motivo per cui è stato utilizzato per integrarne le corruttele. Entrambi sono stati la base per le prime edizioni critiche, come quella di Ramon Fernandez Pousa (1942) e quella di Consuelo Maria Aherne (1949). 
I componimenti poetici sono tramandati, principalmente, da O, scoperto nel 1915, e A. O, oltre a presentare testi inediti, contiene le Vite raggruppate in modo da distinguere tra quelle dei Santi e quelle dei Padri. A comprende soltanto l'ultima parte della collezione.
De genere monachorum non si trova in nessuno dei manoscritti a noi noti, unico testimone è stato individuato in Pa (Paris, BNF, lat. 2730), del X secolo, che riporta due ampi frammenti. Testimone indiretto è il brano inserito all'interno del terzo capitolo della Concordia Regularum di Benedetto di Aniane.
De monachis perfectis è trasmessa da quattro manoscritti, due del X secolo e due del XIII secolo. Il più antico è quello conservato alla Biblioteca Nazionale di Madrid con segnatura 10092, identificato con Q, che risulta essere indipendente dagli altri manoscritti che riportano il testo (T, A, A¹, O). 

### Edizioni critiche
- San Valerio, Obras, ed. R. Fernández Pousa, Madrid 1942.
- C. M. Aherne, Valerio of Bierzo, an Ascetic of the Late Visigothic Period, Washington 1949.
- M. C. Diaz y Diaz, Anecdota Wisigothica 1, Salamanca 1958, pag. 89-115.

### Fonti
- Jacques Paul Migne, Patrologiae cursus completus, Paris 1844-1864, n.87, 439-457.
- M. C. Diaz y Diaz, Index scriptorum Latinorum medii aevi Hispanorum, voll. 2, Salamanca 1958-1959.
- Caterina Mordeglia, Valerius Berdigensis Ep., in La trasmissione dei testi latini nel medioevo cur. Paolo Chiesa e Lucia Castaldi, Firenze 2008, vol. 3, pag. 459-471.

### Studi
- M.C. Diaz y Diaz, Visiones del más allá en Galicia durante la Alta Edad Media, Santiago de Compostela 1985, 31-42.
- M. P. Ciccarese, Visioni dell'Aldilà in Occidente, Roma 1981, pag. 276-301.
- Roger Collins, The <<Autobiographical>> Works of Valerius of Bierzo: Their Structure and Purpose, in Los Visigodos: Historia y Civilización, Murcia 1986, pag. 425-442.
- Francisco José Udaondo Puerto, Apuntes para una cronologia de Valerio del Bierzo, <<Helmántica>> 56 n.168-169 (2005), pag. 125-168.
- José Orlandis, Algunas consideraciones en torno a la corcustantia historica de Valerio del Bierzo, <<Helmántica>> 48, n. 145-146 (1997), pag. 153-164.
- Pablo C. Diaz - Lina Fernandez Ortis de Guinea, Valerio del Bierzo y la autoridad eclesiastica, <<Helmántica>> 48, n. 145-146 (1997), pag. 19-35.
- M. C. Diaz y Diaz, La compilación hagiográfica de Valerio del Bierzo en un manoscrito leonés, Códices Visigóticos en la Monarquia Leonesa, León 1983, pag. 115-48.
- M.C. Diaz y Diaz, Un nuevo códice de Valerio del Bierzo, <<Hispania sacra>> 4 (1951), pag. 133-47.